# Gundersted Sogn
Gundersted Sogn er et sogn i Vesthimmerlands Provsti (Viborg Stift).
I 1800-tallet var Gundersted Sogn i Slet Herred anneks til Ulstrup Sogn i Års Herred. Begge herreder lå i Aalborg Amt. Ulstrup-Gundersted sognekommune blev senere delt i to selvstændige sognekommuner. Ved kommunalreformen i 1970 blev både Ulstrup og Gundersted indlemmet i Aars Kommune, der ved strukturreformen i 2007 indgik i Vesthimmerlands Kommune.
I Gundersted Sogn findes Gundersted Kirke.
I sognet findes følgende autoriserede stednavne:
- Bjørnstrup (bebyggelse, ejerlav)
- Boelsmark (bebyggelse)
- Borup (bebyggelse, ejerlav)
- Borup Hede (bebyggelse)
- Borup Mark (bebyggelse)
- Bruså (bebyggelse)
- Gundersted (bebyggelse)
- Koppesmølle (bebyggelse)
- Lille Ajstrup (bebyggelse, ejerlav)
- Navnsø (vandareal)
- Tinghøj (areal)